# زورقان أرجواني
زورقان أرجواني (الاسم العلمي:Cymbidium purpuratum) هو نوع هجين من النباتات يتبع جنس الزورقان من الفصيلة السحلبية.